# Saint-Marcouf (Manche)
Saint-Marcouf ist eine französische Gemeinde mit 353 Einwohnern (Stand 1. Januar 2022) im Département Manche in der Region Normandie. Sie gehört zum Arrondissement Cherbourg und zum Kanton Valognes. Die Einwohner bezeichnen sich als Saint-Marculfiens.

## Geografie
Saint-Marcouf liegt an der Ostküste der Halbinsel Cotentin an der Seine-Bucht des Ärmelkanals. 
Angrenzende Gemeinden sind Fontenay-sur-Mer, Saint-Floxel, Joganville, Émondeville, Azeville und Ravenoville.
Das Gemeindegebiet ist Teil des Regionalen Naturparks Marais du Cotentin et du Bessin. Rund sechs Kilometer der Küstenlinie vorgelagert befinden sich die Inselgruppe Îles Saint-Marcouf, die aus den beiden Inseln Île du Large und Île de Terre bestehen. Trotz ihres Namens gehören sie administrativ zur Gemeinde Ravenoville.

## Toponymie
Der in Bayeux geborene Saint Marcouf war ein Mönch, der die Abtei Nanteuil gründete. Es wird angenommen, dass sich diese Abtei in Saint-Marcouf befand.

## Geschichte
Unweit von Utah Beach lag die deutsche Geschützstellung Batterie von Crisbecq. Crisbecq ist der Name eines Bachlaufes.
Die Befreiung von Saint-Marcouf von der deutschen Besetzung im Zweiten Weltkrieg fand am 8. Juni 1944 statt.

## Bevölkerungsentwicklung
| Jahr      | 1962 | 1968 | 1975 | 1982 | 1990 | 1999 | 2010 | 2018 |
| Einwohner | 492  | 506  | 390  | 371  | 332  | 376  | 331  | 342  |

## Sehenswürdigkeiten
- Kirche Saint-Marcouf aus dem 13. Jahrhundert (wurde in die Liste der Monument historique aufgenommen); romanische Unterkirche der Kirche Saint-Marcouf
- Die Batterie von Crisbecq
- Kapelle Notre-Dame de Bonsecours (19. Jahrhundert).
- Überreste des Schlosses von Fontenay (18. Jahrhundert), das im April 1944 während der Bombardierung der Normandie durch Alliierte Luftstreitkräfte zerstört wurde. Ein bis heute gepflegter Landschaftspark blieb dabei unbeschadet erhalten.
- Brunnen Saint-Marcouf (13. Jahrhundert). Saint Marcouf wird bei Erkrankungen an Furunkeln und Skrofulose als Schutzpatron angerufen.
- Inseln Saint-Marcouf, Archipel, Schutzgebiet seit dem 28. Dezember 1981, in der Nachbargemeinde Ravenoville.

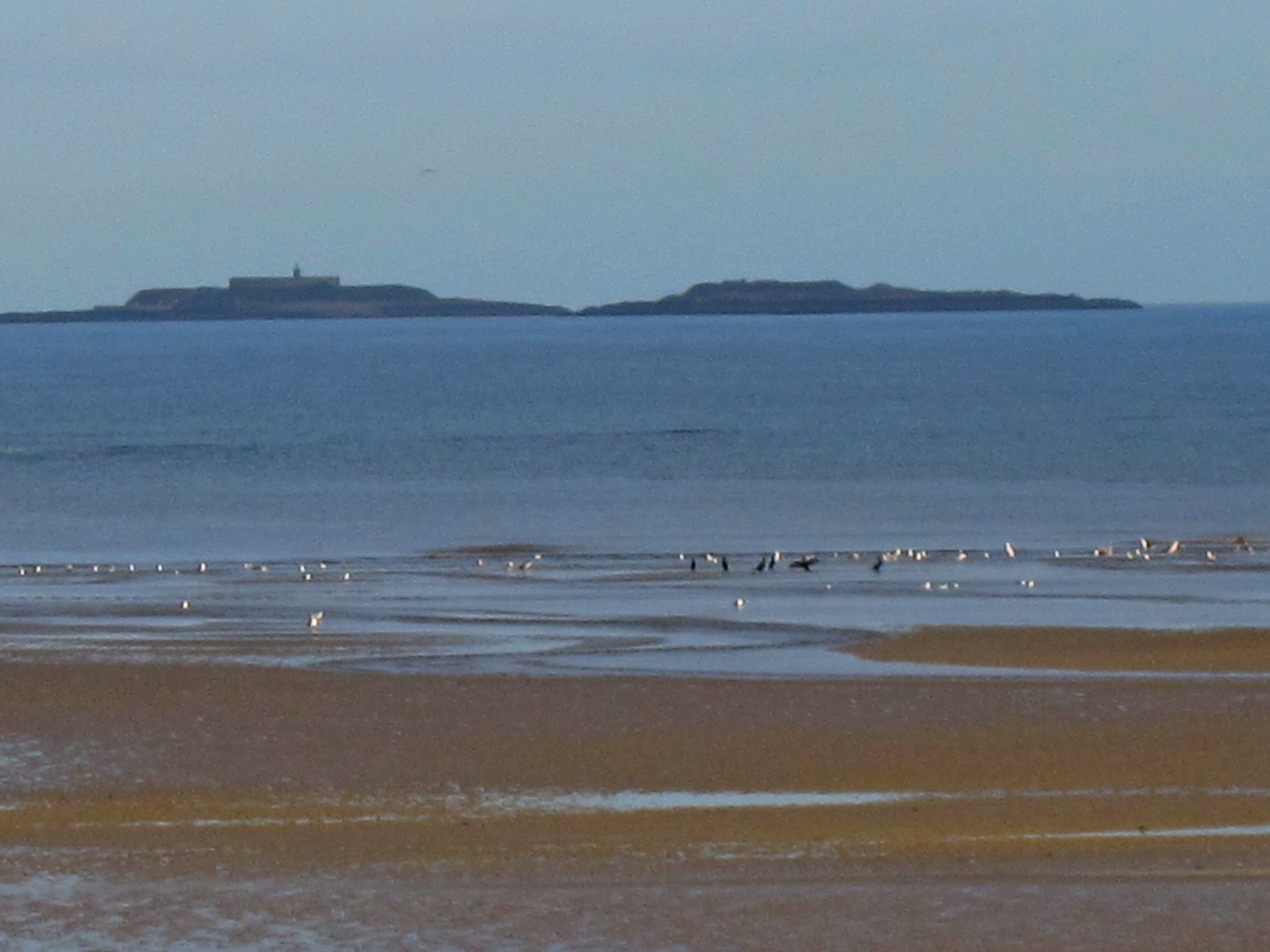
Blick auf die Inseln Saint-Marcouf, von Ravenoville aus gesehen
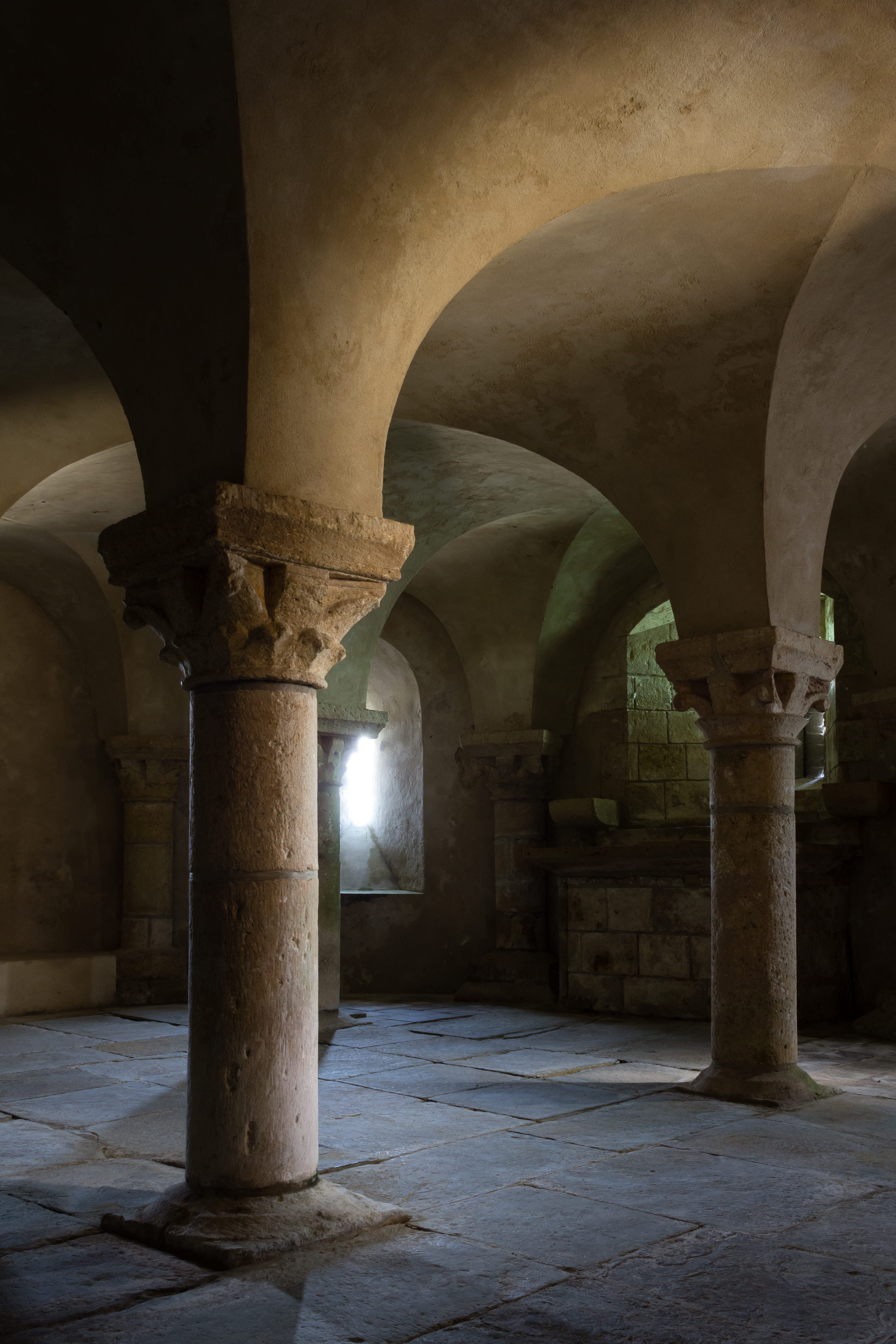
Romanische Krypta der Kirche St. Marcouf